# Rollsiegel

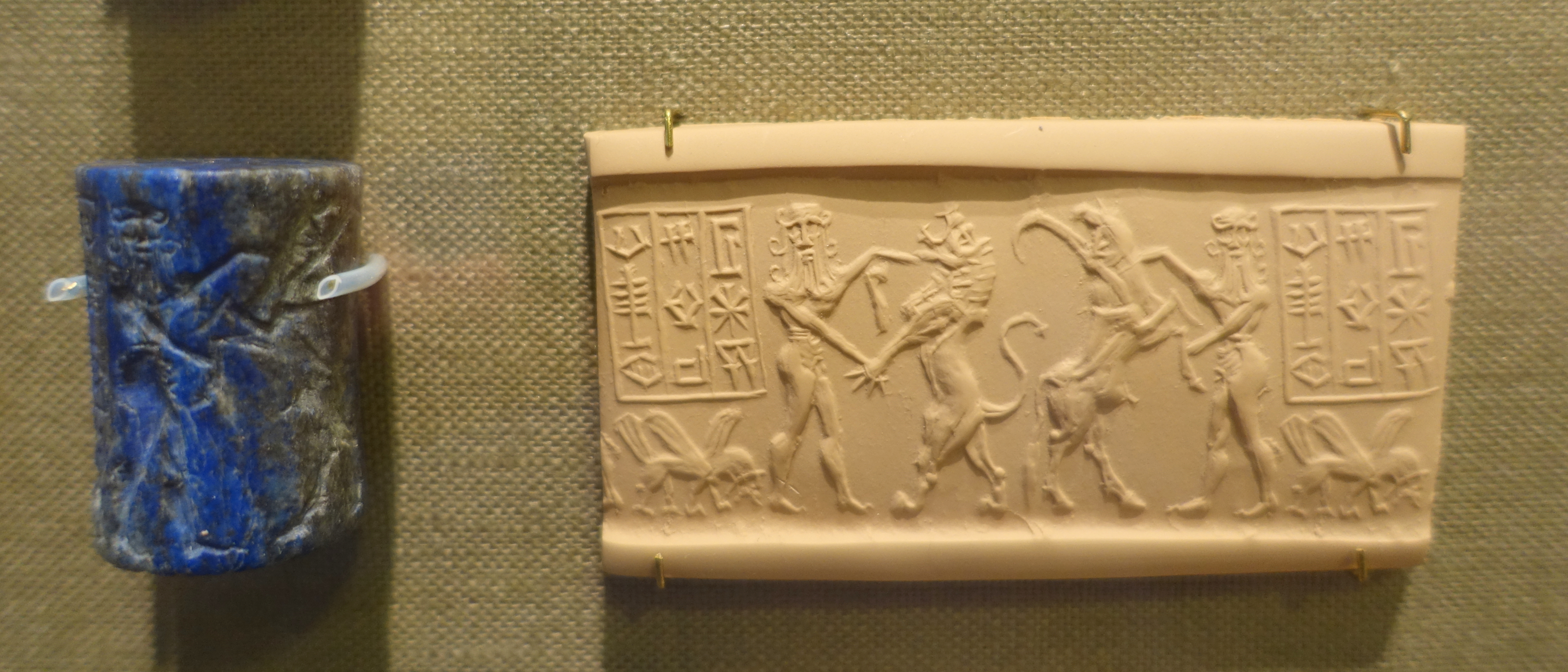
Akkad-zeitliches (ca. 2330–2200 v. Chr.) Rollsiegel aus Lapislazuli mit moderner Abrollung, Chicago, Oriental Institute

Rollsiegel oder Zylindersiegel sind zylindrische Siegel, deren Mantelfläche mit einer eingravierten Darstellung versehen wurde, die auf einem formbaren Material (v. a. Ton) eine Abrollung in Form eines fortlaufenden Bandes erzeugen konnte. Im Normalfall waren die Siegel bzw. Siegelzylinder aus Stein oder Schmuckstein (vor allem Onyx, Lapislazuli, Achat) oder künstlich hergestellten Steinen (v. a. Quarzkeramik) geschnitten. Nahezu alle Rollsiegel waren in Intaglio-Technik gearbeitet, das heißt, dass die Darstellung vertieft gearbeitet wurde und der Abdruck so im Hochrelief erscheint.
Das zum Schutz (Versiegelung) gegen unberechtigten Zugriff und zur Bestätigung von Verträgen dienende Rollsiegel ist in Südmesopotamien/Südwest-Iran in der zweiten Hälfte des 4. Jahrtausends v. Chr. erfunden worden und ist bis in das 1. Jahrtausend v. Chr. die dominante Siegelform des Alten Orients. Wohl von dort übernommen treten lokal hergestellte Rollsiegel auch im Ägypten des Alten bis Mittleren Reiches sowie im Bereich der Indus-Kultur auf. Außerhalb dieser Gebiete treten zu verschiedenen Zeiten und in verschiedenen Gebieten (Balkan, Italien, Transkaukasien, Lateinamerika) Zylinder zur Verzierung von Keramik auf, die aber keine Siegelfunktion hatten.

## Vorderer Orient
Rollsiegel treten im Vorderen Orient praktisch zeitgleich mit der Entstehung der Keilschrift in der Spät-Uruk-Zeit (ca. 3400 v. Chr.) erstmals auf und bleiben dort eng mit dem Schriftsystem Keilschrift und dem Schriftträger Ton verbunden. Erstmals sind auch Rollsiegel des ausgehenden 4. und beginnenden 3. Jahrtausend v. Chr. auch mit der Fundstätte Tepe Siyalk IV zu verzeichnen. Sie verdrängen schnell die bis dahin üblichen Stempelsiegel. Erst mit der Verbreitung der auf Papyrus geschriebenen Alphabetschrift in der ersten Hälfte des 1. Jahrtausends v. Chr. treten Stempelsiegel in Mesopotamien und Syrien wieder häufiger auf. In der achämenidischen Zeit (550–330 v. Chr.) kommt das Rollsiegel im Vorderen Orient außer Gebrauch.
Vorderasiatische Rollsiegel sind in der Regel 2 bis 8 cm lang und haben einen Durchmesser von 1 bis 3 cm. Sie sind üblicherweise längs durchbohrt.
Viele der heute in Museen und Sammlungen aufbewahrten Rollsiegel sind über den Kunsthandel dorthin gelangt und sind daher wahrscheinlich bei Raubgrabungen entdeckt worden. Diesen Siegeln fehlt daher der archäologische Kontext; ihre zeitliche Einordnung ist vielfach durch die stilistische Einordnung ihrer Darstellung bzw. die Lesung einer eventuell vorhandenen Inschrift möglich.

### Ikonographie
Aus dem Alten Orient hat sich eine sehr große Zahl von Originalsiegeln und Siegelabrollungen erhalten, da wichtige Funktionsträger und ab der zweiten Hälfte des 3. Jahrtausends zunehmend auch Privatpersonen je mindestens ein Rollsiegel besaßen, die wegen ihres dauerhaften Materials oft gut erhalten sind. Siegelabrollungen auf Ton sind – wenn einmal in den Boden gelangt – ebenfalls sehr gut haltbar. Daher stellen die Siegelbilder die bei weitem umfangreichste Quelle zur Ikonographie des Alten Orients dar.

#### Uruk-Zeit (ca. 3500–3000)

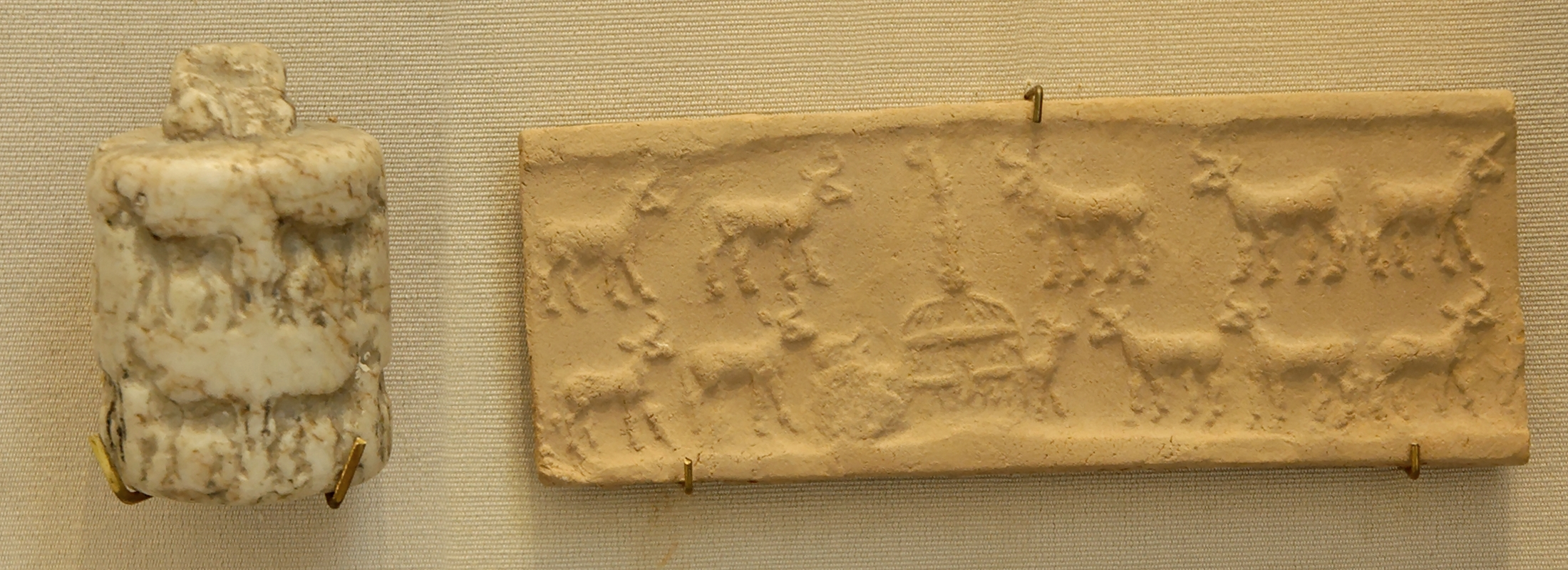
Uruk-zeitliches Rollsiegel und Abrollung, Louvre

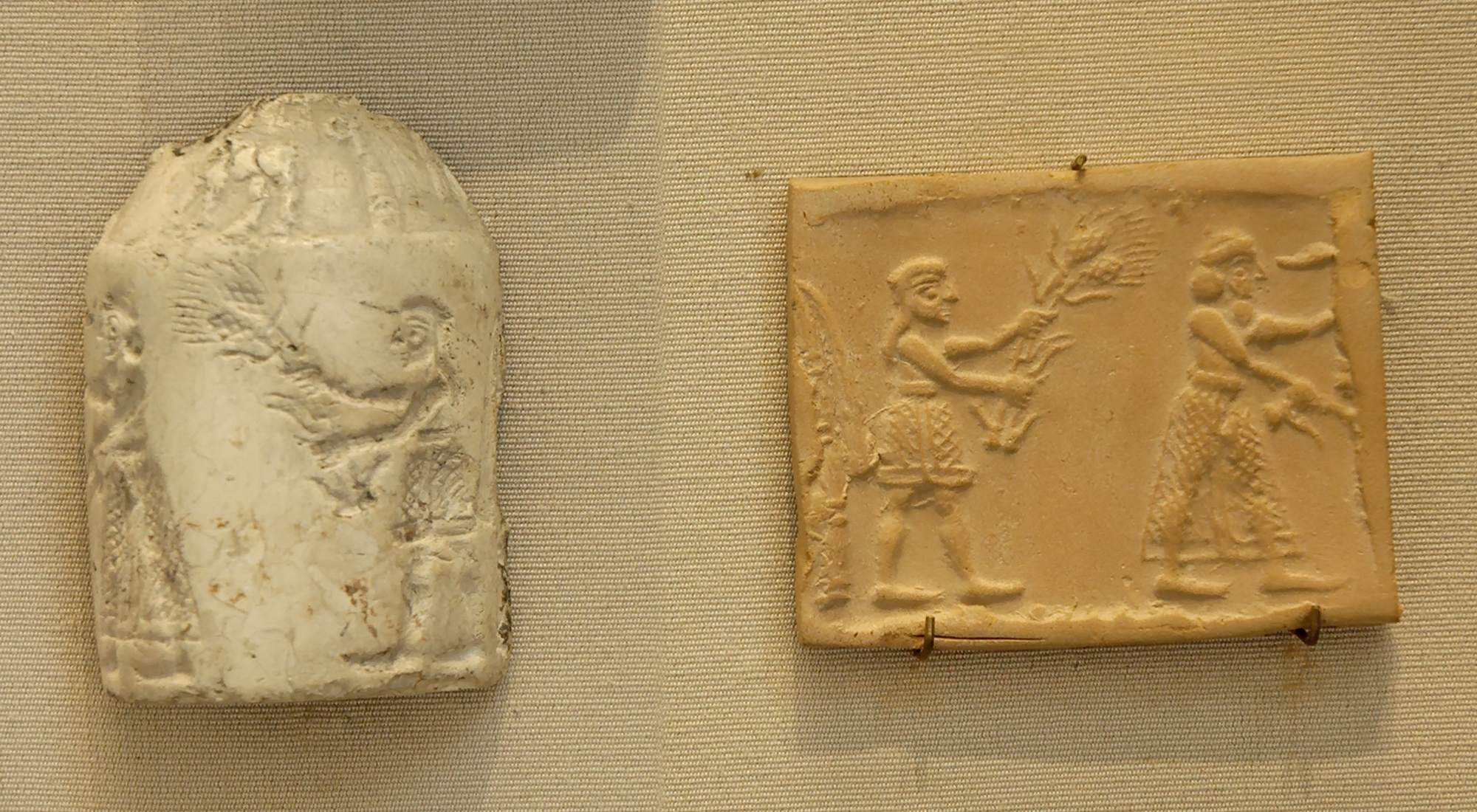
Uruk-zeitliches Rollsiegelfragment mit Abrollung, gezeigt ist der von einem Diener gefolgte „Mann im Netzrock“, Louvre

Die Rollsiegel der Uruk-Zeit wurden ganz überwiegend aus Kalkstein oder anderen weichen Steinen gefertigt und sind im Vergleich zu Rollsiegeln aus späteren Perioden häufig recht groß. Zum Ende der Uruk-Zeit wurde gelegentlich härteres Gestein verwendet, u. a. Lapislazuli, der aus dem entfernt gelegenen Badachschan stammte.
Häufig finden sich unter den urukzeitlichen Rollsiegel Exemplare mit einem zoomorph gestalteten Knauf/Griff aus Bronze, der mit Hilfe der verlorenen Form gegossen wurde. Auch sind Nachbildungen von Knochenendstücken als Knauf belegt.
Dargestellt werden vor allem domestizierte Tiere (Rinder, Schafe und Ziegen), die ein wichtiger Bestandteil der urukzeitlichen Wirtschaft waren, daneben aber auch Fabelwesen (vor allem der Schlangendrache), Ornamente und geometrische Muster. Die auffälligste Menschendarstellung zeigt den sog. „Mann im Netzrock“, der als Darstellung einer Herrschergestalt interpretiert wird. Dargestellt ist ein bärtiger Mann mit Haarknoten und breitem Haarband. Der Oberkörper ist unbekleidet; er trägt einen knöchellangen halbdurchsichtigen Rock mit Netzmuster. Er taucht in verschiedenen Kontexten auf, wie in Ritualhandlungen vor Tempeln, Kultprozessionen, mit Pflanzen in den Händen zwischen Viehherden, in Jagdszenen sowie in Gefangenendarstellungen. Die Darstellung von Gefangenen vor dem „Mann im Netzrock“ ist auf Rollsiegeln nur von wenigen Fundstellen belegt (Susa, Uruk, Habuba Kabira und Choga Miš) und gehört zu den seltenen Zeugnissen dieser sozialen Hierarchie.
In der Forschung ist vermutet worden, dass zwischen den Motiven der Siegelabbildungen und der Tätigkeit ihrer Benutzer ein Zusammenhang bestand. Demnach wären Tierdarstellungen dem Bereich der Viehwirtschaft oder Jagd zugeteilt, Bootsdarstellungen der Fischerei oder Wasserwirtschaft, Gefangenendarstellungen der Verwaltung von Kriegsbeute und der „Mann im Netzrock“ kultischen Handlungen. So hat man in Susa Abrollungen von Siegeln mit Darstellungen von Getreideähren tatsächlich in als Getreidespeicher genutzten Gebäuden gefunden. Insgesamt gibt es aber zu wenig gesicherte Funde aus primärem Kontext, um die genannte These verifizieren zu können.
Vor allem gegen Ende der Uruk-Zeit kommen Rollsiegel mit konkav eingezogener Mantelfläche vor, deren Darstellungen häufig noch Spuren des zur Herstellung verwendeten Kugelbohrers tragen. Themen dieser Siegel sind einfache Tierreihen und in der Regel sitzende Personen (ganz überwiegend Frauen), die bei häuslichen oder landwirtschaftlichen Tätigkeiten gezeigt werden.

#### Frühdynastische Zeit (ca. 3000–2330)

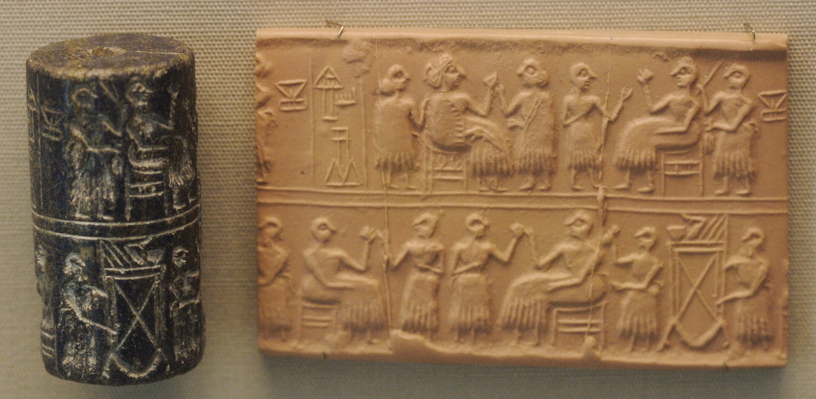
Rollsiegel und moderne Abrollung aus dem Grab der Königin Puabi, Ur, ca. 2450 v. Chr. British Museum

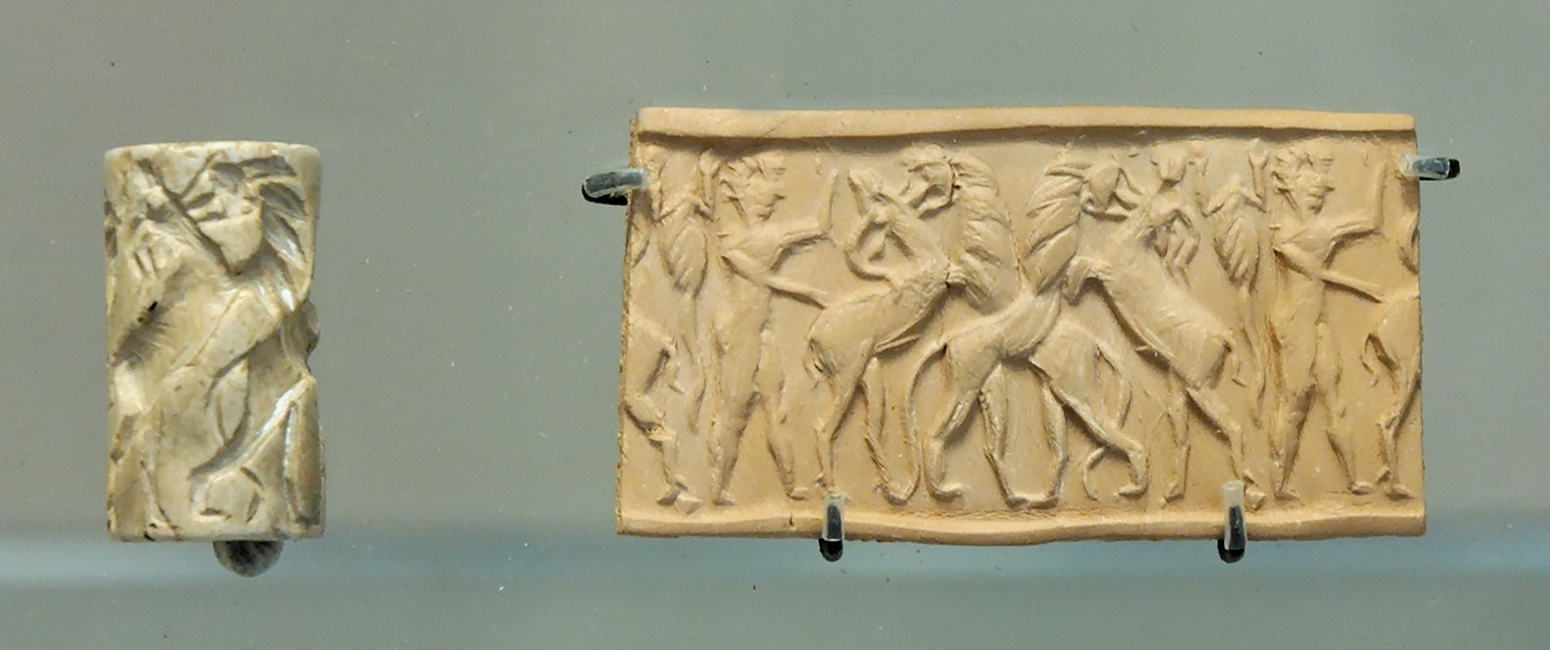
Rollsiegel aus Mari und moderne Abrollung: Tierkampfszene als Figurenband, ca. 25. Jh. v. Chr., Louvre

Die Rollsiegel der Frühdynastischen Zeit waren meist aus Stein, Halbedelstein oder Metallen gefertigt, wobei letzteres sich nicht besonders gut eignete, da ihre Abrollung nicht immer ein klares Bild ergab und sie nicht besonders widerstandsfähig waren.
Zu Beginn der frühdynastischen Zeit treten Siegel (überwiegend aus Steatit) mit geometrischen und stilisierten pflanzlichen Darstellungen auf. Häufigstes Motiv ist eine Rosette, die vielfach von schraffierten Bändern oder Kreislinien eingefasst ist. Daneben kommen Leitermotive, stilisierte Blätter und Gruppen von Punkten und Rauten vor. Siegel in diesem Stil scheinen auf die ersten zwei bis drei Jahrhunderte des 3. Jahrtausends beschränkt zu sein und sind danach offensichtlich nicht mehr hergestellt worden.
Die zwei wichtigsten Motive der nachfolgenden frühdynastischen Glyptik sind Tierkampf- und Bankettszenen. Während in älterfrühdynastischer Zeit das Hauptmotiv der Siegel noch hauptsächlich Tiere, wie Widder, Hirsche und Ziegen und weniger Menschen waren, entwickelte sich dies im Laufe der Zeit zu Tierkampfszenen. Diese stellen Auseinandersetzungen zwischen Personen, die meist als Helden identifiziert werden, Mischwesen (wie dem Stiermensch), Herdentieren und Raubtieren (v. a. Löwen) dar. In den meisten Fällen sind diese Kämpfe in Form des Figurenbandes dargestellt, bei dem alle Beteiligten in gleicher Größe aufrecht auf den (Hinter-)Beinen stehend dargestellt sind. Dabei kommt es regelmäßig zu Überschneidungen zweier Figuren. Die Tierkampfszenen bleiben das Hauptmotiv in jüngerfrühdynastischer Zeit, in welcher die Tierdarstellung nun noch sorgfältiger und plastischer wird und nicht mehr, wie zuvor, auf eine Ansammlung an Linien reduziert wird. Weitere, weniger verbreitete Tier- und Pflanzendarstellungen zu dieser Zeit zeigen einen löwenköpfigen Adler mit ausgestreckten Schwingen.
Die ersten Bankettszenen auf Rollsiegeln sind zum Ende der älterfrühdynastischen Zeit belegt, wo sie meist noch einen geometrischen Stil aufweisen, der später durch einen naturalistischen abgelöst wird. Allerdings ist eine genaue Datierung schwierig, da sich die Bankettszenen im Laufe der Zeit kaum veränderten.
Es ist umstritten, wie die Bankettszenen zu deuten sind, ob nun als religiöse, historische oder kulturelle Handlung, oder ob das dargestellte Bankett nur zu einem gewissen Ereignis stattfand, wie dem Tod oder der Geburt einer wichtigen Person.
In einigen Fällen wird die Siegelfläche mit einer Doppellinie in zwei Register geteilt. Dabei können sowohl gleichartige als auch verschiedene Szenen in den beiden Registern kombiniert werden.
In jüngerfrühdynastischer Zeit werden Rollsiegel erstmals mit Inschriften versehen, die den Besitzer/die Besitzerin, gelegentlich auch den Beruf und/oder einen Oberherrn nennen. Siegelbesitz und -gebrauch scheint in dieser Zeit auf Angehörige der Herrscherhäuser und Funktionsträger beschränkt gewesen zu sein; Privatpersonen besaßen in der Regel keine Siegel.
Wichtige Fundorte für frühdynastische Siegel sind Susa, Ur, Šuruppak, Nippur, Ešnunna, Ḫafāǧī, Tell Aqrab, Mari und Tell Brak.

#### Akkad-Zeit (ca. 2330–2150)

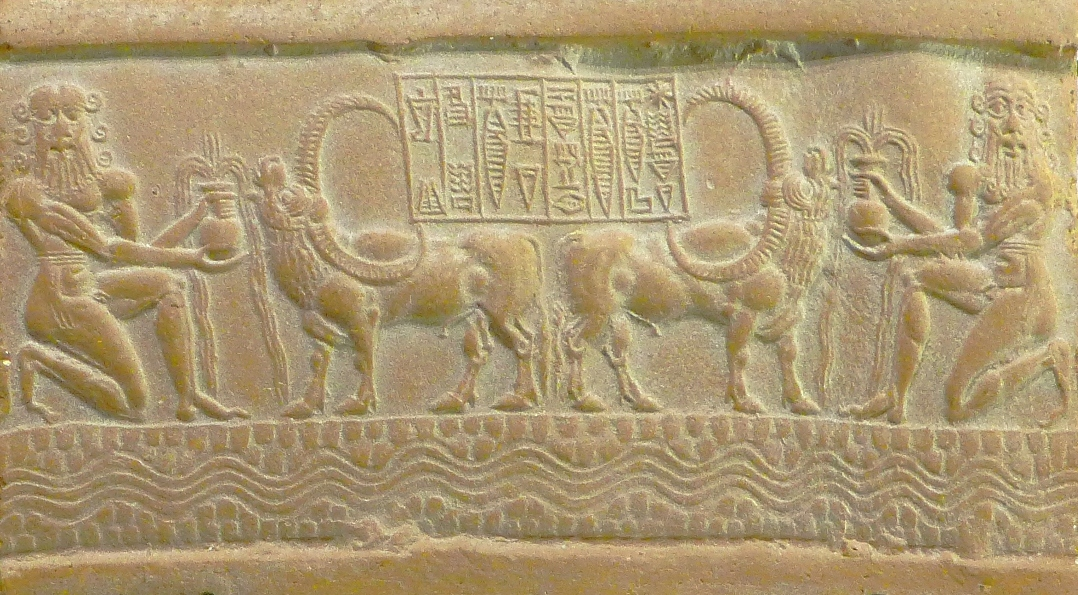
Moderne Abrollung des Siegels von Ibni-Šarrum, Schreiber des akkadischen Königs Šarkališarri, Louvre

Sargon von Akkad schuf mit seinen Eroberungen das erste Großreich des Alten Orients. Mit ihm beginnt die Akkadzeit, in der in der Glyptik eine Vielzahl von bis dahin nicht bekannten Themen und Szenen dargestellt werden, sodass das Motivrepertoire der akkadischen Glyptik größer ist als das irgendeiner anderen Periode der altorientalischen Geschichte. Aus dieser Zeit stammen einige besonders qualitätvolle Rollsiegel. Zweiregistrige Siegel verschwinden fast völlig.
Boehmer hat die akkadische Glyptik vor allem aufgrund der Entwicklung der Kampfdarstellungen in drei aufeinander folgende Stilstufen unterteilt (Akkadisch I bis III). In der ersten Stufe kommt es zu einer Auflösung des für die jüngerfrühdynastische Glyptik typischen Figurenbandes in einzelne Gruppen von Kämpfern. Der Übergang von der frühdynastischen Glyptik ist allerdings graduell und die Unterscheidung von jüngerfrühdynastischen und frühakkadischen Siegeln bereitet gelegentlich Schwierigkeiten. Zweikampfszenen sind auch für die folgenden Stilstufen II und III charakteristisch.
Ab der Stilstufe Akkadisch II kommt die gesamte Motivbreite der akkadischen Glyptik vor. Kampfszenen werden vielfach durch die Darstellung von Pflanzen und anderen Naturelementen im Freien verortet. Weitere Motive sind die Helden Laḫmu und Kusarikku, menschengesichtige Wisente, Stiermenschen, Löwen, Stiere und Wasserbüffel. Typisch sind die S-förmig dargestellten Löwenschwänze. Kämpfende sind in der Regel in Zweiergruppen dargestellt, wobei die Ellenbogen der Kämpfenden in der Regel nach oben weisen. Qualitätvoll gearbeitete Stücke zeigen tiefes Relief, viel Sorgfalt bei der Darstellung physiognomischer Details und eine zuvor nicht erreichte Dynamik.
Die in der frühdynastischen Glyptik verbreitete Bankettszene verschwindet, stattdessen tritt die sog. Einführungsszene auf, bei der ein Beter/eine Beterin auf eine thronende Gottheit zugeht und dabei von einer niedrigen Gottheit eingeführt wird. Erstmals treten in akkadischer Zeit Darstellungen von Göttern als handelnde Figuren auf, sowohl in Götterkämpfen als auch in mythologischen Szenen. Aufgrund der Schaffung eines offiziellen Pantheons gehören zu den Motiven der Rollsiegel hauptsächlich die Gottheiten Šamaš, Ea und Ištar, welche durch ihre Attribute und Symbole zu erkennen sind. Eines der am häufigsten belegten Motive zeigt den Sonnengott Šamaš, der bei seinem morgendlichen Aufgang zwischen zwei Bergen hervortritt.
Rollsiegel der Akkadzeit sind in vielen südmesopotamischen Städten (z. B. Ur, Ešnunna, Tello, Mari und Susa) gefunden worden. Die Siegel sind häufig mit Metallkappen versehen.

#### Neusumerische Zeit (ca. 2150–2000)

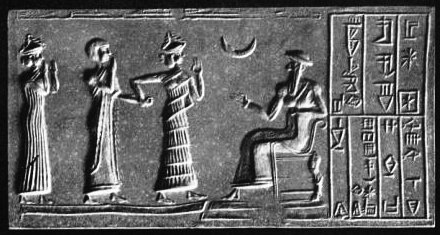
Abrollung des Siegel des Stadtfürsten Ḫašḫamer, Neusumerisch (ca. 2100 v. Chr.); British Museum

Siegel des Stadtfürsten Gudea von Lagaš und seiner Bediensteten stellen die größte Gruppe von datierbaren Siegeln aus der Zeit zwischen dem Ende der akkadischen Dynastie und der Ur-III-Zeit dar. Viele weitere Siegel sind der III. Dynastie von Ur zuzuordnen.
In neusumerischer Zeit findet eine gewisse Vereinfachung der Motive statt, es finden sich größtenteils Adorations- bzw. Einführungsszenen. Dabei wird der Herrscher von einer Göttin vor einen thronenden (Haupt-)Gott geführt, teilweise von einer weiteren, sogenannten „fürbittenden Göttin“ im Hintergrund begleitet. Die Gottheit sitzt dabei auf einem Thron und blickt nach links. Der meist bartlos dargestellte Beter ist mit erhobener rechter Hand gezeigt. Die thronende Gottheit kann bei den Einführungsszenen durch die Darstellung des thronenden Königs ersetzt werden, auf den sich Beter und einführende Göttin zubewegen. Diese Motivvariante dürfte mit der Vergöttlichung einiger Könige dieser Zeit (ab Šulgi) zusammen hängen, ist aber schon aus der Regierungszeit des (nicht vergöttlichten) Ur-Nammu belegt. In vielen Fällen ist eine liegende Mondsichel als Symbol des Mondgottes Sin, des Stadtgottes von Ur, über der Hand des thronenden Gottes bzw. Gottkönigs wiedergegeben. Tierkampfszenen mit und ohne den sechslockigen Helden sind ebenfalls weiter anzutreffen, sind insgesamt aber selten.
Insgesamt ist für diesen Zeitraum anzumerken, dass regionale Stile merklich abnehmen.
In dieser Zeit kommt die Verwendung von Rollsiegeln als Bestätigung eines Rechtsaktes (vergleichbar der heutigen Unterschrift) in Gebrauch, sodass sich ab dieser Periode viele Siegelabrollungen auf Tontafeln und Tafelhüllen gefunden haben. Der Besitz von Rollsiegeln wird in dieser Zeit auch bei Privatpersonen üblich.

#### Altbabylonische Zeit (ca. 2000–1600)

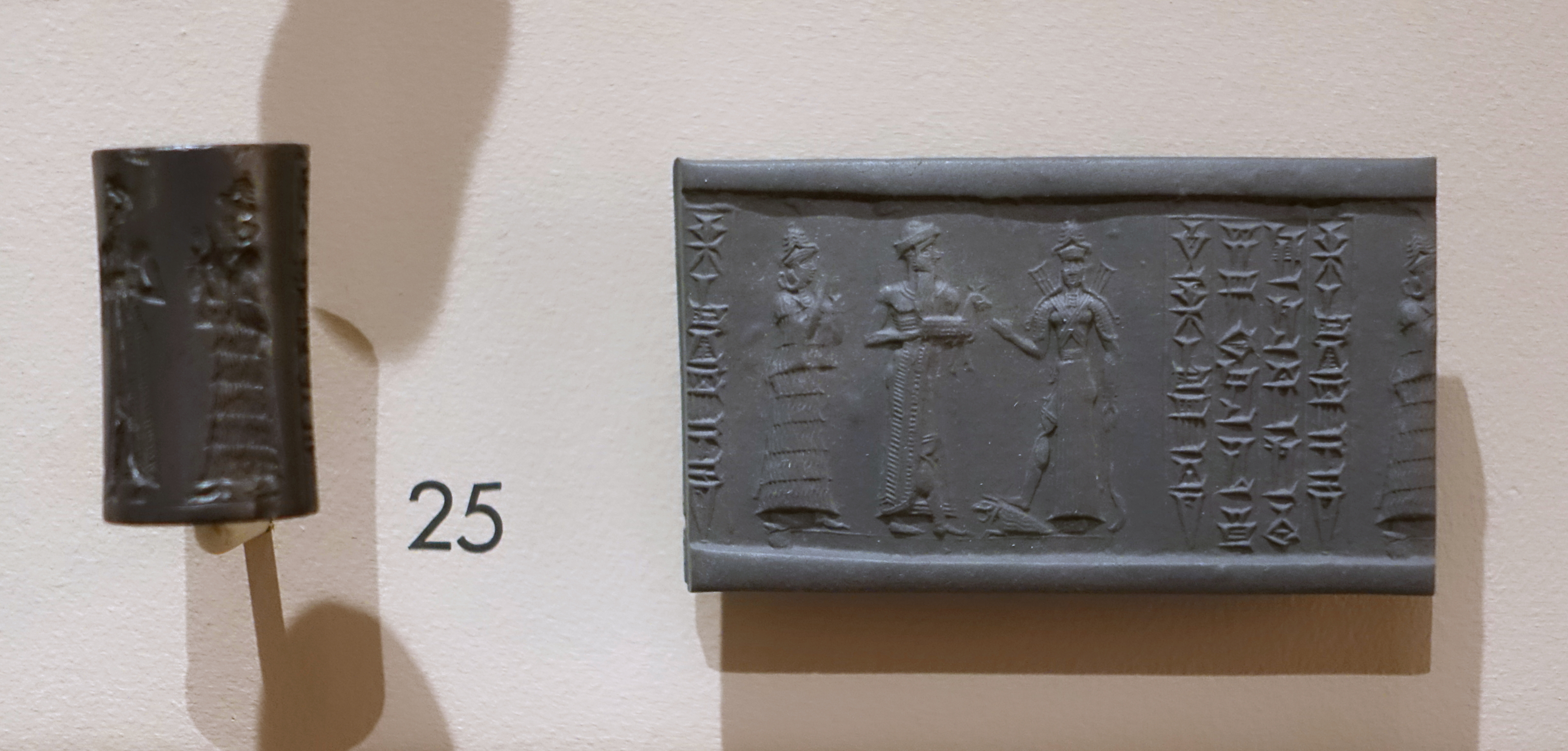
Rollsiegel der Altbabylonischen Zeit: König als Adorant vor kriegerischer Ištar, ca. 2000–1600 v. Chr. – Harvard Semitic Museum, Cambridge, MA

Bei den altbabylonischen Siegeln lassen sich drei Themen unterscheiden: Die Einführungsszene, die Adorationsszene und der Tierkampf. Die ersteren beiden ähneln sich sehr, in beiden tritt der Herrscher vor eine Gottheit, oft durch eine andere Gottheit oder einen Priester begleitet. Der Herrscher hat dabei immer einen Bart und trägt als traditionelle Kopfbedeckung eine Breitrandkappe, mal trägt er einen knielangen Kilt, mal eine lange Robe. Bei der Einführungsszene wird der Herrscher an der Hand vor eine Gottheit geführt, bei Adorationsszenen trägt er meist ein Zicklein als Opfergabe auf dem Arm oder gießt ein Trankopfer vor die Gottheit, wobei es sich häufig um den Sonnengott handelt. Tierkampfszenen sind nicht besonders zahlreich. Bei diesen greifen typischerweise ein Löwe und ein Löwen-Greif Ziege und Mensch an, oft ist jedoch auch der sechslockige Held dargestellt, der die Raubtiere bekämpft. Neben den Motiven von Herrscher, Gottheiten, Ziegen, Löwen und Löwen-Greifen werden auch Göttersymbole und Füllsel dargestellt.
Was die Figurenkomposition angeht, so werden die Szenen in nur einem Register dargestellt. Die figürlichen Darstellungen nehmen im Verhältnis zu den vorherigen Siegeln langsam ab, während mehr Symbole als Vereinfachungen verwendet werden. Zusätzlich wird die Inschrift merklich wichtiger, da sie immer mehr Platz einnimmt.
Bei den Siegeln wird ein sehr linearer Stil verwendet in Kombination mit dem Kugelbohrer und es sind in der Regel wenig Details vorhanden. Stilunterschiede waren nicht nur regional, sondern auch vom jeweiligen Herrscher abhängig. Unter anderem erlangten die Inschriften unter Naram-Sin große Bedeutung, während die Einführungszene unter Ibâl-pî-El II. und Hammurapi I. beinahe komplett verschwindet. Des Weiteren schwankte die Bedeutung der Mythologie auf den Siegeln regional und unter den Herrschern.
In altbabylonischer Zeit werden Rollsiegel erstmals in größerer Zahl aus Hämatit angefertigt. Originalsiegel und Abrollungen der Altbabylonischen Zeit sind u. a. in Ur, Sippar, Isin, Larsa, Ešnunna, Mari, Tall Leilan und Tuttul gefunden worden.

#### Kassitenzeit (ca. 1600–1150)

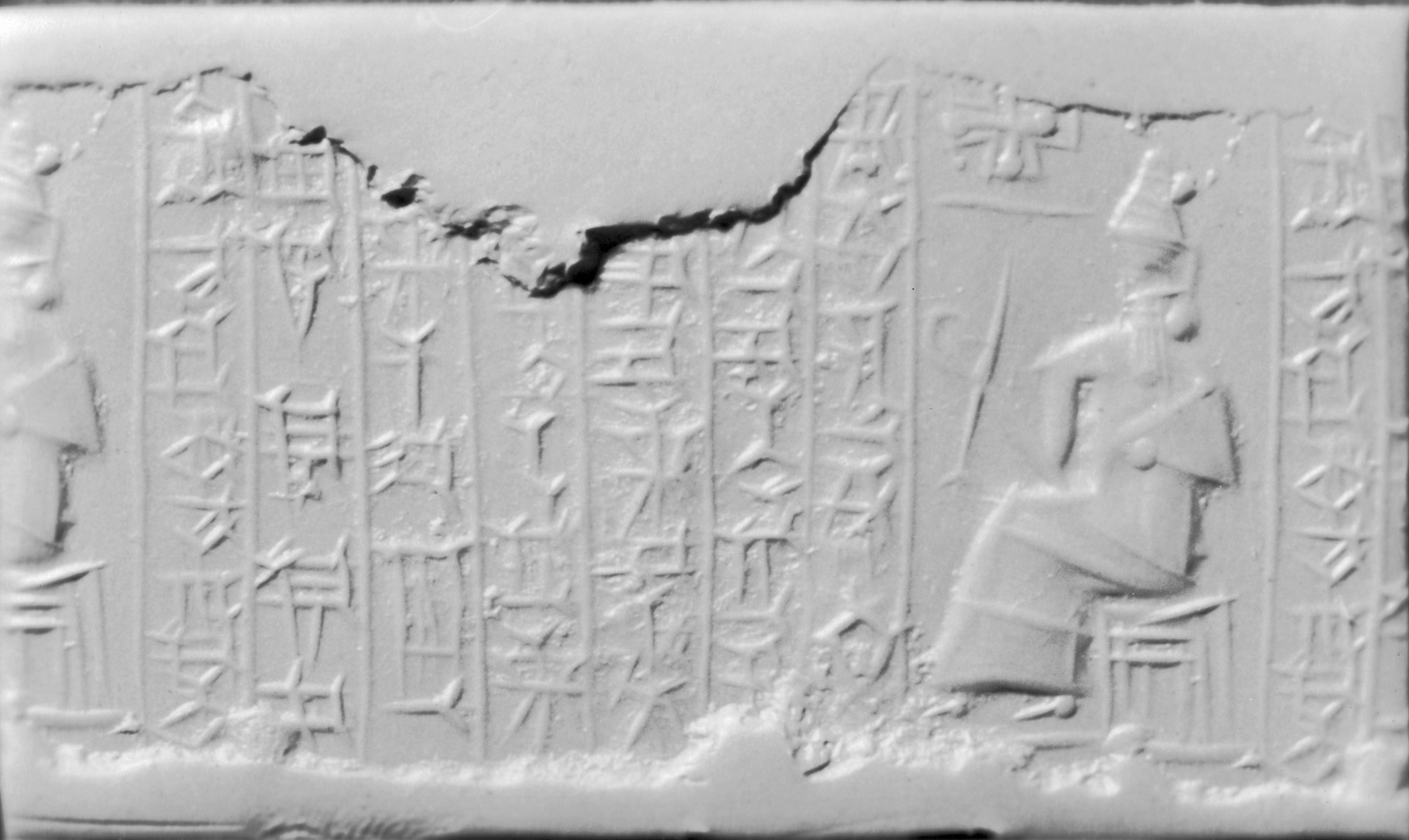
Moderne Abrollung eines kassitenzeitlichen Rollsiegels, Walters Art Museum, Baltimore

Die Kassitenzeit ist von der Altbabylonischen Zeit durch eine Lücke in der Datierung getrennt. Es gibt Ansätze, diese Lücke über die Venus-Tafeln des Ammi-saduqa genauer zu fassen. Ein anderer Ansatz führt über einen Stilvergleich der Rollsiegel aus der Kassitenzeit mit denen aus der Altbabylonischen Zeit. Dieser Ansatz weist eher auf einen geringen zeitlichen Abstand hin.
So ist z. B. das Rollsiegel BM89853 in direkter Nachfolge altbabylonischer Siegel zu sehen, die den König mit einem Zepter gegenüber einer Gottheit zeigen, die ihre Hände erhoben hat. Allerdings trägt der König ein anderes Gewand und die Figuren sind mehr in die Länge gestreckt. Dadurch entsteht genügend Platz für die lange Inschrift, die sich neben der Szene befindet.
Kassitische Rollsiegel zeichnen sich durch die besonders langen Inschriften aus, bei denen es sich größtenteils um an die Götter gerichtete Gebetstexte handelt. Aufgrund der Länge des Textes blieb wenig Platz für figürliche Darstellungen, weshalb diese oftmals auf einzelne langgestreckte Figuren beschränkt wurden. Zu den abgebildeten Personen gehörten sowohl Götter als auch Adoranten, die in einigen Fällen den Besitzer des jeweiligen Siegels zeigen könnten. Eine kassitenzeitliche Neuheit ist die symbolische Darstellung eines gerahmten Kreuzes (sog. Kassitenkreuz), welches die Sonne, beziehungsweise den Sonnengott Šamaš, repräsentierte. Weitere Symbole umfassen die Flügelsonne und die Sphinx, was auf einen ägyptischen Einfluss schließen lässt.
Ein herausragendes Rollsiegel dieser Zeit ist das in Theben in Griechenland gefundene Siegel des Kidin-Marduk, eines Beamten des Burna-buriaš. Das Siegel zeigt einen Fruchtbarkeits- und Wassergott, der sich zwischen zwei Bergen erhebt, auf denen Blumen und Bäume wachsen. Er hält zwei Gefäße in seinen Händen, von denen Wasserströme in zwei andere Gefäße fließen.

#### Mittani-Zeit (ca. 1500–1340)

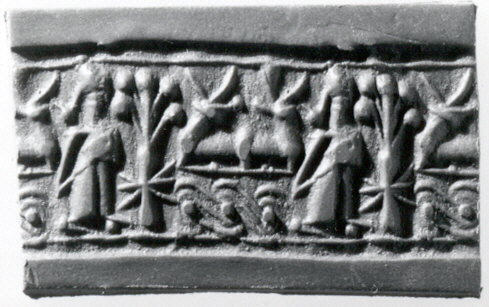
Moderne Abrollung eines mittanizeitlichen Rollsiegels aus Quarzkeramik, New York, Metropolitan Museum of Art

Aus dem Einflussgebiet des Mittani-Reiches sind zahlreiche Rollsiegel und Siegelabrollungen auf Tontafeln und Verschlüssen bekannt. Das umfangreichste Fundkorpus stellen dabei die Siegelabrollungen auf den ca. 5000 Tontafeln aus den Archiven von Nuzi dar. Bei der Bearbeitung der Abrollungen aus einem der Nuzi-Archive hat Edith Porada zwischen einem meist relativ flüchtig gearbeiteten Common Style und einem sorgfältiger gearbeiteten Elaborate Style unterschieden. Neuere Untersuchungen unterscheiden eher zwischen einem linearen und einem plastischen Stil.
Die zahlenmäßig weit überwiegenden Siegel des linearen Stils sind fast durchgehend aus Quarzkeramik gefertigt, einem künstlich hergestellten Material, das in dieser Zeit erstmals in großem Stil zur Siegelproduktion eingesetzt wird. Quarzkeramik-Siegel in mittanischem Stil sind auch außerhalb des politischen Einflussgebietes des Mittani-Reiches produziert worden, so z. B. in Palästina und Zypern.
Die Siegel des linearen Stils stellen Reihen von Tieren oder Menschen dar, sowie Gruppen von Menschen, Tieren oder Fabelwesen um eine Standarte oder eine stilisierte Pflanze herum gruppiert. Nebenszenen kommen häufig vor, sie werden in aller Regel von Flechtband begleitet. Häufig sind einzelne Tier- oder Menschenfiguren um 90° oder 180° gedreht. Diese Rollsiegel sind nur sehr selten mit einer Inschrift versehen. Sie waren aufgrund ihres Materials für breite Bevölkerungsschichten erschwinglich und sind in großer Zahl gefunden worden.
Die überwiegend aus hartem Stein (häufig Hämatit) gefertigten Rollsiegel des plastischen Stils zeigen vorwiegend Einführungs- und Verehrungsszenen, aber auch Wagenkämpfe. Eine kleine Gruppe von nur aus Abrollungen bekannten, hochwertig gearbeiteten Siegeln zeigt eine Fülle von ohne Standlinien in die Siegelfläche gestellten Motiven, wie tierbezwingende Helden, Dämonen und Götter sowie symmetrisch um eine Flügelsonne angeordnete Löwen. Diese Siegel gehörten Angehörigen der politischen Elite. Das bekannteste Exemplar ist das Siegel des Mittani-Königs Sauštatar, das von verschiedenen Königen der Mittani-Dynastie als dynastisches Siegel genutzt wurde.
Fundorte der Mittani-Glyptik sind u. a. Nuzi, Alalach (aus beiden Fundorten sind vor allem Abrollungen bekannt), Ugarit, Bet Sche’an, Assur, Enkomi sowie viele weitere Fundorte von Zypern bis in den Iran und die Golf-Region.

#### Mittelassyrische Zeit (ca. 1390–1000)

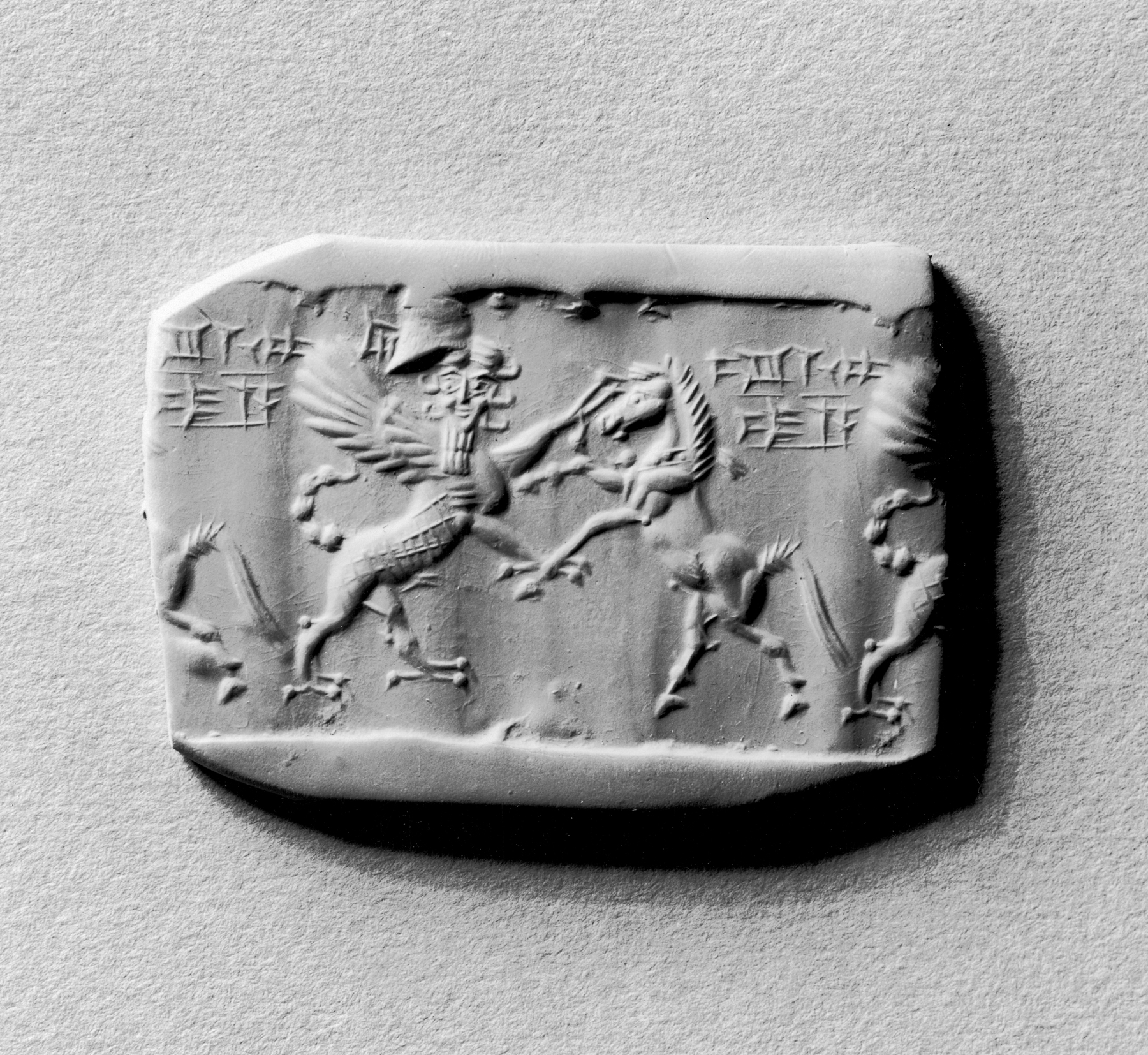
Abrollung eines mittelassyrischen (13. Jh. v. Chr.) Rollsiegels: Ein Dämon (Skorpionmensch) greift ein Pferd an; Walters Art Museum, Baltimore

Rollsiegel der mittelassyrischen Zeit zeigen – abweichend von den Exemplaren aus mittanischer Zeit, die weiterhin in Gebrauch waren, etwas Neues: dämonenartige Greifvögel, die ihre Beute mit den Hinterfüßen fassen. Eine solche Darstellung ist auf dem Rollsiegel von Eriba-Adad I. (1390–1364), unter dessen Führung Assyrien in der ersten Hälfte des 14. Jahrhunderts seine Unabhängigkeit von Mittani erreichen konnte, zu erkennen. Sie wurde zum besonderen Merkmal von Rollsiegeln aus der frühen mittelassyrischen Zeit.
Ein anderes Motiv dieser Periode gibt ein Tier, z. B. einen Hirsch, wieder, das ruhig auf einen Baum oder Strauch zugeht. Im 13. Jahrhundert verändert sich die Bewegung des Tieres. Es schreitet nicht mehr gelassen aus, sondern stellt sich vor einem Baum oder Strauch auf die Hinterbeine. Noch ausgeprägter werden die Bewegungen bei solchen Siegeln, auf denen Kämpfe zwischen Tieren abgebildet werden. Spätere Exemplare wiederholen die Themen des 13. Jahrhunderts. Neu hinzu kommt das Motiv einer männlichen Figur, manchmal mit, manchmal ohne Flügel, die mit einer Hand ein Tier beispielsweise an den Hinterläufen festhält und in der anderen Hand eine Waffe schwingt. Die Bewegungen der Figuren und Tiere sind lebhaft wiedergegeben. Im Gegensatz zu den älteren Siegeln aus kassitischer oder mittanischer Zeit sind bei mittelassyrischen Siegeln Hintergrundflächen oft freigelassen und zeigen keine Füllmotive.
Bekannte Fundorte der Mittelassyrischen Siegel sind unter anderem Aššur, Tell Fecheriye, Tell al-Rimah, Tell Billa und Tell Mohammed Arab. Die Siegel der mittelassyrischen Zeit wurden aus Achat, Jaspis, Karneol oder Glas hergestellt.

#### Neuassyrische und Neubabylonische Zeit (ca. 1000–612)

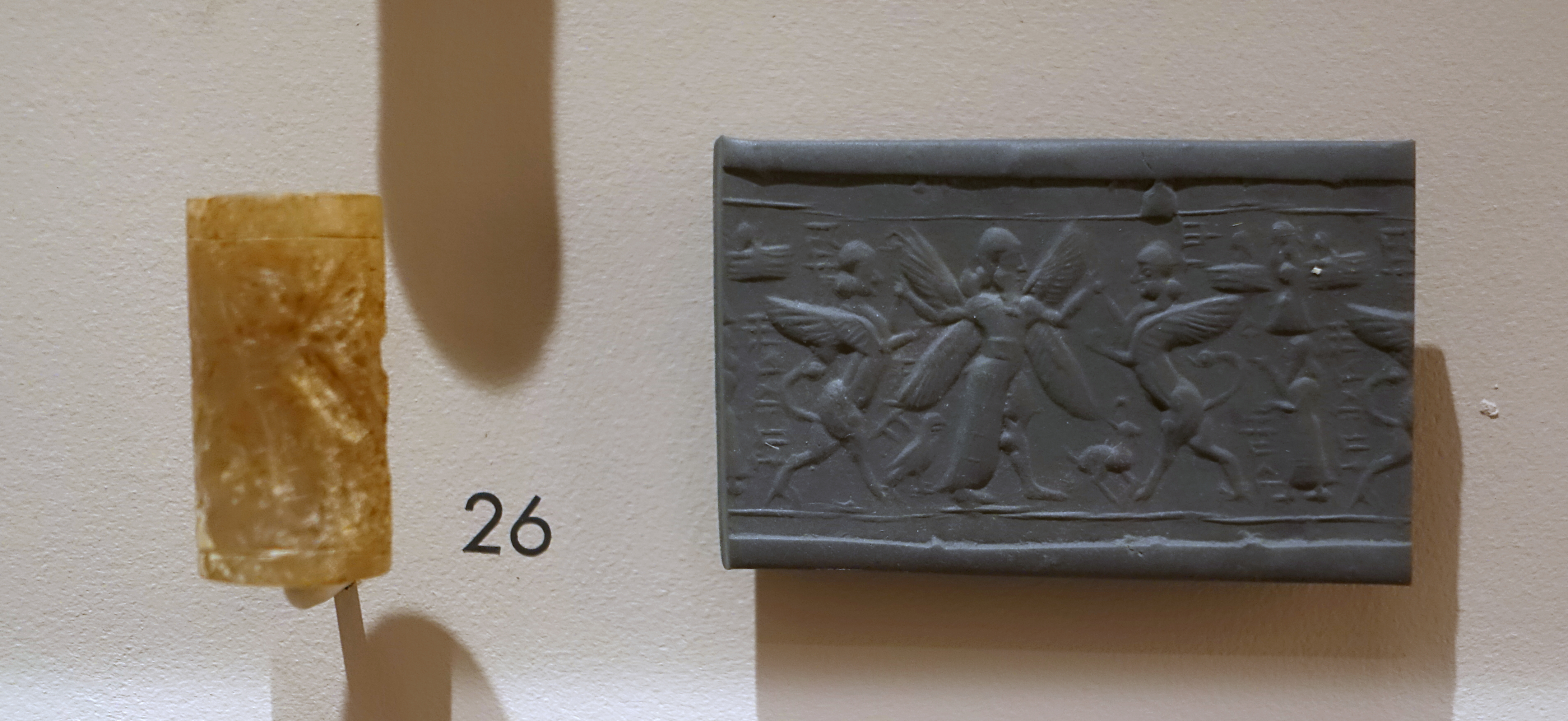
Neuassyrisches Rollsiegel mit Kampfszene, Harvard Semitic Museum, Cambridge

Die neuassyrische Glyptik tritt in der Zeit von etwa 1000-600 v.Chr in Assyrien auf. Wichtige Fundorte sind Nimrud, Ninive, Dur Sarrukin (Assyrien) und Assur.
Die wichtigsten Siegelthemen sind Bogenschützen, die Gazellen oder Stiere jagen bzw. gegen Mischwesen und Dämonen kämpfen; Kämpfe von Genien gegen Tiere oder Mischwesen; Genien am sog. Lebensbaum; Streitwagen, deren Insassen im Krieg oder bei der Jagd dargestellt werden; Ritual- und Bankettszenen; sowie die Verehrung verschiedener Gottheiten. Häufige Einzelmotive sind Genien und Mischwesen, der sogenannte Lebensbaum und Göttersymbole, darunter die Flügelsonne.
Man unterscheidet vier Hauptstile:
- den Linearstil, mit wenig Binnenzeichnung (ab 9. Jhd.),
- den Kugelbohrstil, bei dem die Figuren sich aus Bohrungen zusammensetzen (9.–8. Jhd.),
- den Modellierenden Stil, der besonders detailreich und sorgfältig gearbeitet ist (bei Tierkampfszenen häufig)
- den Kerbschnittstil, dessen Figuren aus Schnitten und Kerben bestehen. (9.–8. Jhd.)[33]

Bogenschützen auf der Jagd und Kampfszenen zwischen Genien und Tieren oder Mischwesen sind auch die dominierenden Themen der babylonischen Glyptik dieser Zeit. Die erhaltenen babylonischen Siegel sind im Durchschnitt sorgfältiger und plastischer gearbeitet als die gleichzeitigen Exemplare aus Assyrien.
Ab dem 8. Jh. v. Chr. werden Stempelsiegel immer häufiger, was mit der zunehmenden Verbreitung der Alphabetschrift und des Schriftträgers Papyrus zusammenhängt. Rollsiegel wurden aber weiterhin sowohl für offizielle Zwecke als auch von Privatpersonen benutzt.

#### Spätbabylonische Zeit (626–539)

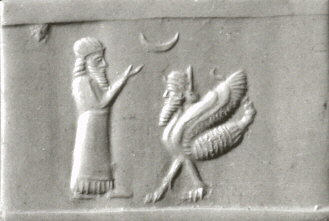
Moderne Abrollung eines spätbabylonischen Lapislazuli-Siegels, New York, Metropolitan Museum of Art

Die in neubabylonischer Zeit üblichen Siegel mit Kampfszenen blieben auch nach dem Ende des assyrischen Reichs in Gebrauch, als Babylon dessen Erbe als Vormacht in Vorderasien angetreten hatte.
Die meisten datierbaren Rollsiegel aus der Zeit des babylonischen Großreichs zeigen aber ein anderes Motiv: einen einzelnen Beter vor einem oder zwei mit Göttersymbolen geschmückten Altären bzw. anthropomorph dargestellten Göttern oder Mischwesen. Viele der Beter sind barhäuptig dargestellt und werden deshalb in der Regel als Priester interpretiert. Möglicherweise gehörten diese Siegel auch überwiegend Priestern, während Privatpersonen und andere Berufsgruppen Stempelsiegel benutzten. Viele erhaltene Rollsiegel dieser Zeit sind aus Schmucksteinen hergestellt und belegen so den Vorrang der Amulettfunktion vor der als Siegel.
Neben Babylon sind Sippar und Ur als Fundorte spätbabylonischer Rollsiegel belegt.

#### Achämenidenzeit (539–330)

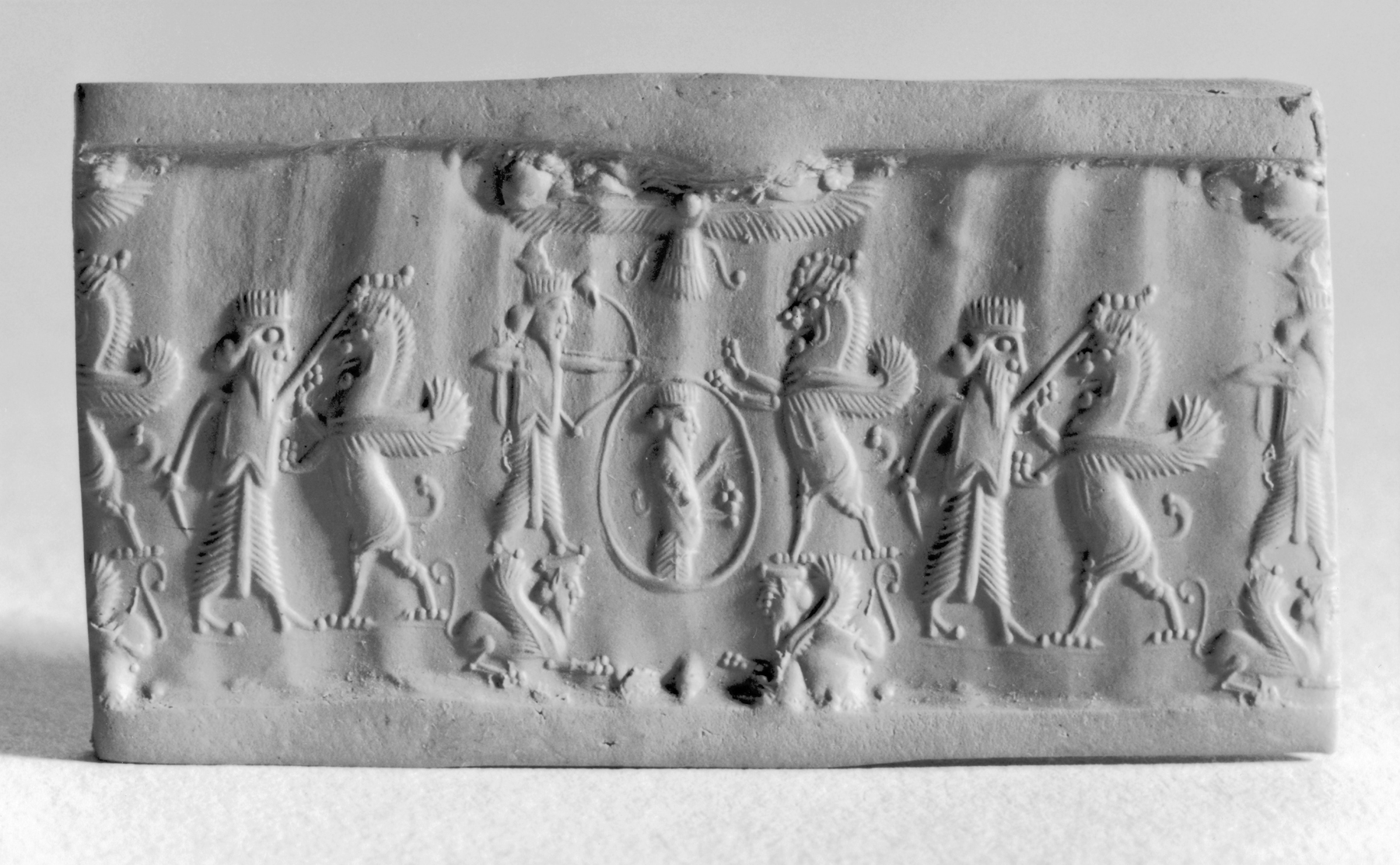
Moderne Abrollung eines achämenidenzeitlichen Rollsiegels, Walters Art Museum, Baltimore

In der Achämenidenzeit werden, zumindest in Babylonien und West-Iran, weiterhin Rollsiegel als Mittel zur Beurkundung von Dokumenten verwendet. Die Besitzer dieser Siegel scheinen überwiegend Verwaltungsbeamte gewesen zu sein, während Privatpersonen in der Regel Stempelsiegel benutzt haben.
Das häufigste Motiv achämenidenzeitlicher Rollsiegel ist ein Kampf zwischen einem königlichen Helden und einem oder zwei Tieren bzw. Mischwesen. Der Held trägt die persische Tracht und eine vielzackige Krone und kämpft mit einem Kurzschwert. Als Gegner kommen Rinder, Löwen und ein geflügeltes Mischwesen mit Löwenkörper und -kopf, Vogelkrallen als Hinterbeinen und einem Stierhorn vor. Verschiedentlich taucht zusätzlich das Motiv des Manns in der Flügelsonne auf. Weiterhin sind Jagdszenen in dieser Zeit nicht selten belegt.
Viele Rollsiegel der Achämenidenzeit sind aus relativ harten Schmucksteinen, wie Chalcedon oder Achat gefertigt. Die meisten Exemplare aus bekanntem Kontext sind in Babylonien, dem West-Iran und Anatolien gefunden worden, es gibt aber auch Funde aus anderen Provinzen des Reiches (etwa aus Rudbar in Gilan in Nord-Iran und aus Fars in Süd-Iran) und darüber hinaus.

### Herstellung
Bildliche Darstellungen der Rollsiegelproduktion sind aus dem Alten Vorderasien nicht erhalten. Ein Relief aus der Mastaba des Ti im ägyptischen Sakkara (Mitte des 3. Jt. v. Chr.) zeigt, der Beischrift zufolge, einen Siegelschneider bei der Durchbohrung des Siegels. An einigen Fundorten sind Werkzeuge zur Steinbearbeitung gefunden worden, die bei der Siegelproduktion eingesetzt worden sein können. Eine ganze Werkstatt wurde außerhalb Mesopotamiens in Malia auf Kreta gefunden. Sie stammt aus mittelminoischer Zeit und liefert ein zusammenhängendes Bild der Werkzeuge, die ein Siegelschneider zu jener Zeit (ca. 1800–1750 v. Chr.) benutzt haben könnte. In Mesopotamien kommen Funde aus Diqdiqqah bei Ur denen aus Malia am nächsten. Aus einer Gruppe von Keramik- und Kalksteinfragmenten, die im Zusammenhang gefunden wurden und Entwürfe für Rollsiegeldarstellungen aufweisen, lässt sich schließen, dass sich dort die Werkstatt von Siegelschneidern befand und Probestücke angefertigt wurden. Die meisten Informationen zur Siegelherstellung wurden jedoch aus der Untersuchung von Originalsiegeln auf Herstellungsspuren gewonnen. Dabei wurden sowohl mikroskopische Aufnahmen der Siegel selber als auch solche von aus Silikon gefertigten Abgüssen ausgewertet.
Zur Produktion von Rollsiegeln aus Stein wurde das Rohmaterial zunächst in längskubische und anschließend in zylindrische Form gebracht. Vor der Gravur der Siegelfläche wurde in aller Regel die Durchbohrung angebracht, da bei diesem Arbeitsschritt mit Beschädigungen des Werkstücks zu rechnen war. Die Durchbohrung wurde im 4. und 3. Jt. mit Silexbohrern vorgenommen, ab der Akkad-Zeit treten auch Metallbohrer auf, die mit Hilfe von Schleifmittel (Korundsand ist archäologisch nachgewiesen) auch härtere Steine durchbohren konnten.
Für die Gravur des Siegelbildes wurden unterschiedliche Werkzeuge und Methoden verwendet. Die freihändige Gravur mit einem Stichel aus Stein oder Metall erzeugte Linien von unregelmäßiger Stärke. Mit einer Feile konnten gerade Linien von definierter Stärke erzeugt werden, allerdings nicht parallel zur Längsachse des Siegelzylinders. Mit Hilfe des sog. Kugelbohrers konnten kalottenförmige Vertiefungen unterschiedlicher Größe und Tiefe gebohrt werden. Dieser Bohrer wurde vermutlich durch einen Bogen angetrieben. Spätestens ab der altbabylonischen Zeit ist der Gebrauch des Schleifrades nachgewiesen, mit dem Linien von beliebiger Länge und Ausrichtung eingeschnitten werden konnten. Erst im 1. Jahrtausend nachgewiesen ist der Einsatz eines Hohlbohrers. Üblicherweise sind bei der Herstellung eines Siegels verschiedene der aufgezählten Techniken angewendet worden. Durch Überarbeitung der Siegelbilder sind die Arbeitsspuren der Geräte vielfach beseitigt oder überformt worden.
In Perioden mit guter Überlieferungslage lassen sich auch relativ kurzfristige Veränderungen der Produktionstechnik von Rollsiegeln beobachten. Für die altbabylonische Zeit hat al-Gailani Werr z. B. einen Wandel der Technik beschrieben, der vermutlich mit einem Herrscherwechsel gleichzeitig ist.

### Gebrauch
Gebraucht wurden Rollsiegel zum Versiegeln von Transport- und Lagerbehältern, aber auch von Türen. Somit können sie neben dem Sicherungsaspekt gleichzeitig Information zum Absender bzw. zum Inhalt geben, am besten zu vergleichen mit einem Etikett. Des Weiteren dienten sie auch in der Verwaltung zur Verifizierung von Schriftdokumenten, vergleichbar einer heutigen Unterschrift.
Im privaten Bereich finden die Siegel noch eine weitere Verwendung als Schmuckanhänger, dem auch ein magisches Wirken zugesprochen wird, meist ein apotropäischer Schutz. Siegel waren ein so persönlicher Besitz, dass sie nach dem Tod ihres Besitzers meist nicht weitervererbt wurden, sondern dem Besitzer mit ins Grab gegeben wurden.
Es ist davon auszugehen, dass die Rollsiegel eine Erfindung des Verwaltungswesens sind und sich parallel zu weiteren Kontrollelementen der Wirtschaft entwickelt haben, wie den als Zählsteine verwendeten Token (Tonmarken), sowie hohlen Tonkugeln (Bullen) und numerischen Tafeln. Die steigende Bevölkerungszahl der Uruk-Zeit und der Handel mit entfernt liegenden Gebieten zog einen immensen Anstieg an Gütern mit sich, die verwaltet werden mussten. Im 3. Jahrtausend verschwinden hohle Tonbullen und Token, Rollsiegel werden aber weiter genutzt.
Da die herkömmlichen Stempelsiegel nicht groß genug waren um die wachsende Vielfalt an Motiven aufzunehmen und größere Stempelsiegel nicht praktikabel für den Einsatz auf gewölbten Gefäßen oder Verschlüssen waren, ging man zu den Rollsiegeln über, da diese die Kompositionen in einer Art Erzählform wiedergeben können und auch sich wiederholende Muster einfach auftragen ließen.

## Ägypten

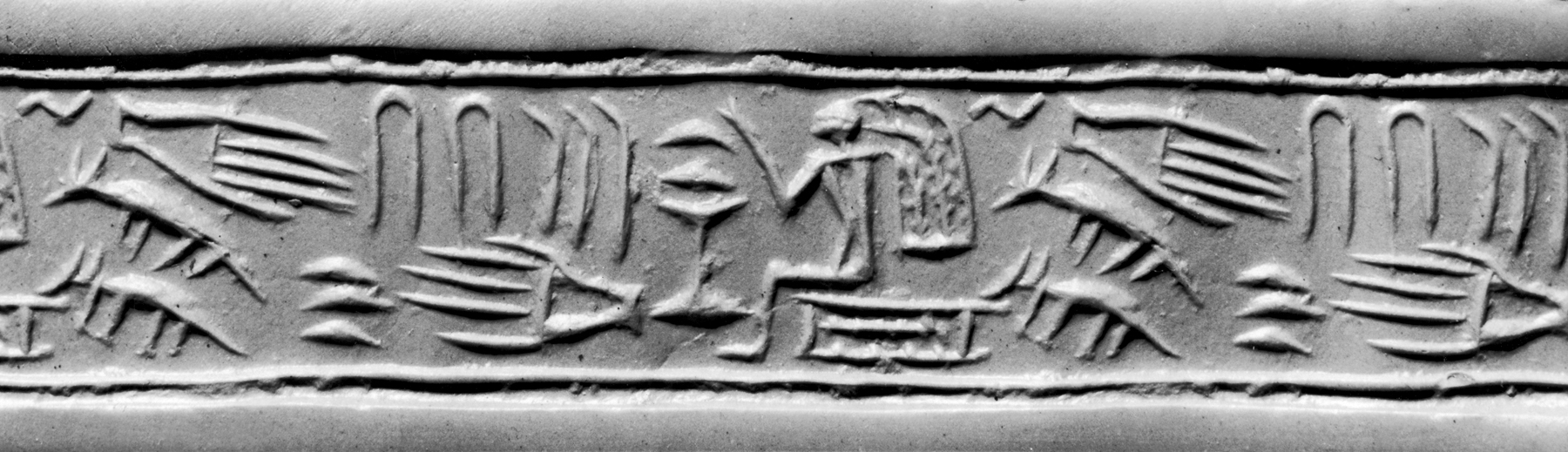
Moderne Abrollung eines frühdynastischen ägyptischen Rollsiegels, ca. 3100-2900 v. Chr., Walters Art Museum, Baltimore

Die ältesten Rollsiegel, die in Ägypten gefunden worden sind, stammen aus Gräbern der Naqada II Periode (ca. 3300 v. Chr.) und sind Importe aus dem südlichen Mesopotamien. Lokal hergestellte Rollsiegel sind erstmals aus den ersten beiden Dynastien der Frühdynastischen Zeit bekannt, welche zum Verschließen von Gefäßen verwendet wurden. Auf diesen Siegeln sind Name und Titel des Beamten in Hieroglyphen wiedergegeben.
Die gesiegelte Fläche ist bereits im Alten Reich so klein, dass die Rollsiegel gegen Ende des Alten Reiches den Stempeln weichen.
Die wichtigsten Rollsiegel sind die sogenannten „Amtssiegel“, deren Beschriftung eine Verbindung von Beamtentiteln und dem Horusname des amtierenden Königs aufzeigt. Bei einem Amtswechsel erhält der Nachfolger das Amtssiegel, während bei einem Regierungswechsel das Amtssiegel seine Gültigkeit verliert.
Im Alten Reich sind die in der Frühzeit verbreiteten Rollsiegel mit Privatnamen vom König verboten worden. Privatpersonen benutzen im Alten Reich nur Rollsiegel mit Figuren zum Siegeln, während Ringnamenssiegel, die mit Königsringen anstatt dem Horusnamen versehen sind, als Amulette genutzt werden.
Im Mittleren Reich werden die Amtssiegel von den Verwaltungssiegeln, bei denen es sich um größere Stempelsiegel handelt, verdrängt. Gleichzeitig mit den im Mittleren Reich wichtig gewordenen Skarabäen, wurde bei den Rollsiegeln eine ausführliche Beschriftung bzw. Bebilderung wichtig. Waren Rollsiegel vor dem Mittleren Reich mit einfachen Trennlinien, Kreuzschraffuren und Kordeln verziert, treten nun häufiger Spiralen und Flechtbänder auf. Königs- und Götterfiguren werden in ganzer Siegelhöhe seit der Zweiten Zwischenzeit dargestellt.
Tendenziell nimmt die Anzahl der Rollsiegel nach der 18. Dynastie ab, aber sie erscheinen noch selten bis zur 26. Dynastie.
Ägyptische Rollsiegel bestehen aus Holz, Knochen, Elfenbein, Ton, Fayence, Fritte, Stein wie Serpentin oder Steatit und Metall. Durch das Bohrloch des Rollsiegels kann eine mit Perlen geschmückte Schnur durchgezogen werden, um diese als Kette zu tragen.
Nicht die Rollsiegel, sondern die Stempelsiegel waren die dominierenden Siegel im Alten Ägypten. Besonders der Skarabäus – eine dreidimensionale Darstellung des Scarabaeus sacer, dessen untere Fläche eingravierte Darstellungen bzw. Inschriften besaß – wurde überwiegend im Mittleren Reich und der Zweiten Zwischenzeit als Stempelsiegel benutzt.